# Tarek Swelim
Tarek Swelim (arabisch طارق ﺳﻮﻳﻠﻢ Tārek Swēlim; * 1958 in Alexandria; † 2. September 2023) war ein ägyptischer Kunsthistoriker und Fotograf. 

## Leben und Werk
Tarek Swelim war der Sohn des Archäologen Nabil Swelim. Er studierte 1979 zunächst an der Helwan-Universität Fremdenführung und Ägyptologie. 1986 begann er ein Studium in Islamischer Kunst und Architektur an der Amerikanischen Universität in Kairo. An der Harvard University wurde er 1994 in Islamischer Kunst und Architektur promoviert.
1985/86 unterstützte er seinen Vater bei der Erforschung der Lepsius-I-Pyramide, vor allem durch seine Fotografie. Seinen Lebensunterhalt verdiente er hauptsächlich als Reiseführer in Jordanien, Libanon, Jemen, Oman, Arabische Golfstaaten und Libyen.
Er war seit 2014 Associate Professor of Islamic Art and Architecture an der Hamad Bin Khalifa University in Doha.

## Schriften
- The Mosque of Ibn Tulun: A New Perspective. Dissertation Harvard University, Cambridge, 1994.
- An Interpretation of the Mosque of Sinan Pasha in Cairo, in: Muqarnas 10, 1993, S. 98–107.
- Antinopolis in: Encyclopedia of The Archaeology of Ancient Egypt, hrsg. von Kathryn Bard, London and New York 1999.
- The Mosque of Ibn Tulun in Cairo. In: Dar al-Athar al-Islamiyyah 8, Kuwait 1997.
- The Minaret of Ibn Tulun: Reconsidered. In: Cairo Heritage In Honor of Laila Ali Ibrahim edited by Doris Behrens-Abouseif, The American University in Cairo Press, Kairo 2000.
- Ibn Tulun: His Lost City and Great Mosque. American University at Cairo Press, Kairo 2015